# 圣西芒-迪戈韦亚
圣西芒-迪戈韦亚是葡萄牙波尔图区的一个堂区。总面积12.79平方公里，总人口740人，人口密度57.9人/平方公里。